# National Book Award
National Book Award är ett av USA:s mest prestigefyllda litterära priser. Priset delas ut årligen sedan 1950 av universitetet The New School i New York.

## Pristagare

### Romankonst
| År   | Författare            | Originaltitel                                  | Svensk titel                      |
| ---- | --------------------- | ---------------------------------------------- | --------------------------------- |
| 1950 | Nelson Algren         | The Man with the Golden Arm                    | Mannen med den gyllene armen      |
| 1951 | William Faulkner      | The Collected Stories of William Faulkner      |                                   |
| 1952 | James Jones           | From Here to Eternity                          | Härifrån till evigheten           |
| 1953 | Ralph Ellison         | Invisible Man                                  | Osynlig man                       |
| 1954 | Saul Bellow           | The Adventures of Augie March                  | Augie Marchs äventyr              |
| 1955 | William Faulkner      | A Fable                                        | En legend                         |
| 1956 | John O'Hara           | Ten North Frederick                            |                                   |
| 1957 | Wright Morris         | The Field of Vision                            |                                   |
| 1958 | John Cheever          | The Wapshot Chronicle                          |                                   |
| 1959 | Bernard Malamud       | The Magic Barrel                               | Den magiska tunnan                |
| 1960 | Philip Roth           | Goodbye, Columbus                              | Farväl, Columbus och fem noveller |
| 1961 | Conrad Richter        | The Waters of Kronos                           |                                   |
| 1962 | Walker Percy          | The Moviegoer                                  |                                   |
| 1963 | J. F. Powers          | Morte d'Urban                                  |                                   |
| 1964 | John Updike           | The Centaur                                    | Kentauren                         |
| 1965 | Saul Bellow           | Herzog                                         | Herzog                            |
| 1966 | Katherine Anne Porter | The Collected Stories of Katherine Anne Porter |                                   |
| 1967 | Bernard Malamud       | The Fixer                                      |                                   |
| 1968 | Thornton Wilder       | The Eighth Day                                 |                                   |
| 1969 | Jerzy Kosiński        | Steps                                          | Steg                              |
| 1970 | Joyce Carol Oates     | them                                           | dom där                           |
| 1971 | Saul Bellow           | Mr. Sammler's Planet                           | Mr Sammlers planet                |
| 1972 | Flannery O'Connor     | The Complete Stories of Flannery O'Connor      |                                   |
| 1973 | John Barth            | Chimera                                        |                                   |
| 1973 | John Edward Williams  | Augustus                                       |                                   |
| 1974 | Thomas Pynchon        | Gravity's Rainbow                              | Gravitationens regnbåge           |
| 1974 | Isaac Bashevis Singer | A Crown of Feathers and Other Stories          |                                   |
| 1975 | Robert Stone          | Dog Soldiers                                   |                                   |
| 1975 | Thomas Williams       | The Hair of Harold Roux                        |                                   |
| 1976 | William Gaddis        | J R                                            |                                   |
| 1977 | Wallace Stegner       | The Spectator Bird                             |                                   |
| 1978 | Mary Lee Settle       | Blood Tie                                      |                                   |
| 1979 | Tim O'Brien           | Going After Cacciato                           |                                   |
| 1980 | William Styron        | Sophie's Choice                                | Sophies val                       |
| 1980 | John Irving           | The World According to Garp                    | Garp och hans värld               |
| 1981 | Wright Morris         | Plains Song                                    |                                   |
| 1981 | John Cheever          | The Stories of John Cheever                    |                                   |
| 1982 | John Updike           | Rabbit Is Rich                                 | Haren är rik                      |
| 1982 | William Maxwell       | So Long, See You Tomorrow                      |                                   |
| 1983 | Alice Walker          | The Color Purple                               | Purpurfärgen                      |
| 1983 | Eudora Welty          | Collected Stories of Eudora Welty              |                                   |
| 1984 | Ellen Gilchrist       | Victory Over Japan: A Book of Stories          |                                   |
| 1985 | Don DeLillo           | White Noise                                    | Vitt brus                         |
| 1986 | E.L. Doctorow         | World's Fair                                   | Världsutställning                 |
| 1987 | Larry Heinemann       | Paco's Story                                   |                                   |
| 1988 | Pete Dexter           | Paris Trout                                    |                                   |
| 1989 | John Casey            | Spartina                                       |                                   |
| 1990 | Charles Johnson       | Middle Passage                                 |                                   |
| 1991 | Norman Rush           | Mating                                         |                                   |
| 1992 | Cormac McCarthy       | All the Pretty Horses                          | Dessa vackra hästar               |
| 1993 | Annie Proulx          | The Shipping News                              | Sjöfartsnytt                      |
| 1994 | William Gaddis        | A Frolic of His Own                            |                                   |
| 1995 | Philip Roth           | Sabbath's Theater                              |                                   |
| 1996 | Andrea Barrett        | Ship Fever and Other Stories                   |                                   |
| 1997 | Charles Frazier       | Cold Mountain                                  |                                   |
| 1998 | Alice McDermott       | Charming Billy                                 |                                   |
| 1999 | Ha Jin                | Waiting                                        | Två kärlekar                      |
| 2000 | Susan Sontag          | In America                                     | I Amerika                         |
| 2001 | Jonathan Franzen      | The Corrections                                | Tillrättalägganden                |
| 2002 | Julia Glass           | Three Junes                                    |                                   |
| 2003 | Shirley Hazzard       | The Great Fire                                 |                                   |
| 2004 | Lily Tuck             | The News from Paraguay                         |                                   |
| 2005 | William T. Vollmann   | Europe Central                                 |                                   |
| 2006 | Richard Powers        | The Echo Maker                                 | Minnets eko                       |
| 2007 | Denis Johnson         | Tree of Smoke                                  |                                   |
| 2008 | Peter Matthiessen     | Shadow Country                                 |                                   |
| 2009 | Colum McCann          | Let the Great World Spin                       | Världens väldighet                |
| 2010 | Jaimy Gordon          | Lord of Misrule                                |                                   |
| 2011 | Jesmyn Ward           | Salvage the Bones                              | Rädda varje spillra               |
| 2012 | Louise Erdrich        | The Round House                                |                                   |
| 2013 | James McBride         | The Good Lord Bird                             |                                   |
| 2014 | Phil Klay             | Redeployment                                   |                                   |
| 2015 | Adam Johnson          | Fortune Smiles                                 |                                   |
| 2016 | Colson Whitehead      | The Underground Railroad                       | Den underjordiska järnvägen       |
| 2017 | Jesmyn Ward           | Sing, Unburied, Sing                           | De dödas sång                     |
| 2018 | Sigrid Nunez          | The Friend                                     |                                   |

### Fakta
| År        | Författare                             | Originaltitel                                                                            | Svensk titel                                                          |
| --------- | -------------------------------------- | ---------------------------------------------------------------------------------------- | --------------------------------------------------------------------- |
| 1950      | Ralph L. Rusk                          | Ralph Waldo Emerson                                                                      |                                                                       |
| 1951      | Newton Arvin                           | Herman Melville                                                                          |                                                                       |
| 1952      | Rachel Carson                          | The Sea Around Us                                                                        |                                                                       |
| 1953      | Bernard A. DeVoto                      | The Course of Empire                                                                     |                                                                       |
| 1954      | Bruce Catton                           | A Stillness at Appomattox                                                                |                                                                       |
| 1955      | Joseph Wood Krutch                     | The Measure of Man                                                                       |                                                                       |
| 1956      | Herbert Kubly                          | An American in Italy                                                                     |                                                                       |
| 1957      | George F. Kennan                       | Russia Leaves the War                                                                    |                                                                       |
| 1958      | Catherine Drinker Bowen                | The Lion and the Throne                                                                  |                                                                       |
| 1959      | J. Christopher Herold                  | Mistress to an Age: A Life of Madame De Stael                                            |                                                                       |
| 1960      | Richard Ellmann                        | James Joyce                                                                              |                                                                       |
| 1961      | William L. Shirer                      | The Rise and Fall of the Third Reich                                                     | Det tredje rikets uppgång och fall: det nazistiska Tysklands historia |
| 1962      | Lewis Mumford                          | The City in History: Its Origins, its Transformations and its Prospects                  |                                                                       |
| 1963      | Leon Edel                              | Henry James, Vol. II: The Conquest of London, Henry James, Vol. III: The Middle Years    |                                                                       |
| 1964–1983 | Inget pris delades ut i denna kategori |                                                                                          |                                                                       |
| 1984      | Robert V. Remini                       | Andrew Jackson & the Course of American Democracy, 1833-1845                             |                                                                       |
| 1985      | J. Anthony Lukas                       | Common Ground: A Turbulent Decade in the Lives of Three American Families                |                                                                       |
| 1986      | Barry Lopez                            | Arctic Dreams                                                                            |                                                                       |
| 1987      | Richard Rhodes                         | The Making of the Atomic Bomb                                                            |                                                                       |
| 1988      | Neil Sheehan                           | A Bright Shining Lie: John Paul Vann and America in Vietnam                              |                                                                       |
| 1989      | Thomas Friedman                        | From Beirut to Jerusalem                                                                 |                                                                       |
| 1990      | Ron Chernow                            | The House of Morgan: An American Banking Dynasty and the Rise of Modern Finance          |                                                                       |
| 1991      | Orlando Patterson                      | Freedom                                                                                  |                                                                       |
| 1992      | Paul Monette                           | Becoming a Man: Half a Life Story                                                        |                                                                       |
| 1993      | Gore Vidal                             | United States: Essays 1952-1992                                                          |                                                                       |
| 1994      | Sherwin B. Nuland                      | How We Die: Reflections on Life's Final Chapter                                          |                                                                       |
| 1995      | Tiina Rosenberg                        | The Haunted Land: Facing Europe's Ghosts After Communism                                 |                                                                       |
| 1996      | James P. Carroll                       | An American Requiem: God, My Father, and the War that Came Between Us                    |                                                                       |
| 1997      | Joseph J. Ellis                        | American Sphinx: The Character of Thomas Jefferson                                       |                                                                       |
| 1998      | Edward Ball                            | Slaves in the Family                                                                     |                                                                       |
| 1999      | John W. Dower                          | Embracing Defeat: Japan in the Wake of World War II                                      |                                                                       |
| 2000      | Nathaniel Philbrick                    | In the Heart of the Sea: The Tragedy of the Whaleship Essex                              |                                                                       |
| 2001      | Andrew Solomon                         | The Noonday Demon: An Atlas of Depression                                                |                                                                       |
| 2002      | Robert A. Caro                         | Master of the Senate: The Years of Lyndon Johnson                                        |                                                                       |
| 2003      | Carlos Eire                            | Waiting for Snow in Havana: Confessions of a Cuban Boy                                   |                                                                       |
| 2004      | Kevin Boyle                            | Arc of Justice: A Saga of Race, Civil Rights, and Murder in the Jazz Age                 |                                                                       |
| 2005      | Joan Didion                            | The Year of Magical Thinking                                                             | Ett år av magiskt tänkande                                            |
| 2006      | Timothy Egan                           | The Worst Hard Time: The Untold Story of Those Who Survived the Great American Dust Bowl |                                                                       |
| 2007      | Tim Weiner                             | Legacy of Ashes: The History of the CIA                                                  |                                                                       |
| 2008      | Annette Gordon-Reed                    | The Hemingses of Monticello: An American Family                                          |                                                                       |
| 2009      | T.J. Stiles                            | The First Tycoon: The Epic Life of Cornelius Vanderbilt                                  |                                                                       |
| 2010      | Patti Smith                            | Just Kids                                                                                | Just Kids                                                             |
| 2011      | Stephen Greenblatt                     | The Swerve: How the World Became Modern                                                  |                                                                       |
| 2012      | Katherine Boo                          | Behind the Beautiful Forevers: Life, Death, and Hope in a Mumbai Undercity               | Bakom det evigt vackra                                                |
| 2013      | George Packer                          | The Unwinding: An Inner History of the New America                                       |                                                                       |
| 2014      | Evan Osnos                             | Age of Ambition: Chasing Fortune, Truth, and Faith in the New China                      |                                                                       |
| 2015      | Ta-Nehisi Coates                       | Between the World and Me                                                                 |                                                                       |
| 2016      | Ibram X. Kendi                         | Stamped from the Beginning: The Definitive History of Racist Ideas in America            |                                                                       |
| 2017      | Masha Gessen                           | The Future Is History: How Totalitarianism Reclaimed Russia                              |                                                                       |
| 2018      | Jeffrey C. Stewart                     | The New Negro: The Life of Alain Locke                                                   |                                                                       |

### Poesi
| År        | Författare                   | Originaltitel                                            | Svensk titel                                      |
| --------- | ---------------------------- | -------------------------------------------------------- | ------------------------------------------------- |
| 1950      | William Carlos Williams      | Paterson: Book III and Selected Poems                    | Paterson                                          |
| 1951      | Wallace Stevens              | The Auroras of Autumn                                    |                                                   |
| 1952      | Marianne Moore               | Collected Poems                                          |                                                   |
| 1953      | Archibald MacLeish           | Collected Poems, 1917-1952                               |                                                   |
| 1954      | Conrad Aiken                 | Collected Poems                                          |                                                   |
| 1955      | Wallace Stevens              | The Collected Poems of Wallace Stevens                   |                                                   |
| 1956      | W.H. Auden                   | The Shield of Achilles                                   |                                                   |
| 1957      | Richard Wilbur               | Things of This World                                     |                                                   |
| 1958      | Robert Penn Warren           | Promises: Poems, 1954-1956                               |                                                   |
| 1959      | Theodore Roethke             | Words for the Wind                                       |                                                   |
| 1960      | Robert Lowell                | Life Studies                                             |                                                   |
| 1961      | Randall Jarrell              | The Woman at the Washington Zoo                          |                                                   |
| 1962      | Alan Dugan                   | Poems                                                    |                                                   |
| 1963      | William Stafford             | Traveling Through the Dark                               |                                                   |
| 1964      | John Crowe Ransom            | Selected Poems                                           |                                                   |
| 1965      | Theodore Roethke             | The Far Field                                            |                                                   |
| 1966      | James Dickey                 | Buckdancer's Choice                                      |                                                   |
| 1967      | James Merrill                | Nights and Days                                          |                                                   |
| 1968      | Robert Bly                   | The Light Around the Body                                |                                                   |
| 1969      | John Berryman                | His Toy, His Dream, His Rest                             | Drömsånger                                        |
| 1970      | Elizabeth Bishop             | The Complete Poems                                       |                                                   |
| 1971      | Mona Van Duyn                | To See, To Take                                          |                                                   |
| 1972      | Frank O'Hara                 | The Collected Poems of Frank O'Hara                      |                                                   |
| 1972      | Howard Moss                  | Selected Poems                                           |                                                   |
| 1973      | A. R. Ammons                 | Collected Poems, 1951-1971                               |                                                   |
| 1974      | Allen Ginsberg               | The Fall of America: Poems of these States, 1965-1971    |                                                   |
| 1974      | Adrienne Rich                | Diving into the Wreck: Poems 1971-1972                   |                                                   |
| 1975      | Marilyn Hacker               | Presentation Piece                                       |                                                   |
| 1976      | John Ashbery                 | Self-portrait in a Convex Mirror                         | Självporträtt i en konvex spegel och andra dikter |
| 1977      | Richard Eberhart             | Collected Poems, 1930-1976                               |                                                   |
| 1978      | Howard Nemerov               | The Collected Poems of Howard Nemerov                    |                                                   |
| 1979      | James Merrill                | Mirabell: Book of Numbers                                |                                                   |
| 1980      | Philip Levine                | Ashes: Poems New and Old                                 |                                                   |
| 1981      | Lisel Mueller                | The Need to Hold Still                                   |                                                   |
| 1982      | William Bronk                | Life Supports: New and Collected Poems                   |                                                   |
| 1983      | Galway Kinnell               | Selected Poems                                           |                                                   |
| 1983      | Charles Wright               | Country Music: Selected Early Poems                      |                                                   |
| 1985-1990 | Inget pris delades ut        |                                                          |                                                   |
| 1991      | Philip Levine                | What Work Is                                             |                                                   |
| 1992      | Mary Oliver                  | New & Selected Poems                                     |                                                   |
| 1993      | A. R. Ammons                 | Garbage                                                  |                                                   |
| 1994      | James Tate                   | A Worshipful Company of Fletchers                        |                                                   |
| 1995      | Stanley Kunitz               | Passing Through: The Later Poems                         |                                                   |
| 1996      | Hayden Carruth               | Scrambled Eggs & Whiskey                                 |                                                   |
| 1997      | William Morris Meredith, Jr. | Effort at Speech: New & Selected Poems                   |                                                   |
| 1998      | Gerald Stern                 | This Time: New and Selected Poems                        |                                                   |
| 1999      | Ai                           | Vice: New & Selected Poems                               |                                                   |
| 2000      | Lucille Clifton              | Blessing the Boats: New and Selected Poems 1988-2000     |                                                   |
| 2001      | Alan Dugan                   | Poems Seven: New and Complete Poetry                     |                                                   |
| 2002      | Ruth Stone                   | In the Next Galaxy                                       |                                                   |
| 2003      | C. K. Williams               | The Singing                                              |                                                   |
| 2004      | Jean Valentine               | Door in the Mountain: New and Collected Poems, 1965-2003 |                                                   |
| 2005      | W. S. Merwin                 | Migration: New & Selected Poems                          |                                                   |
| 2006      | Nathaniel Mackey             | Splay Anthem                                             |                                                   |
| 2007      | Robert Hass                  | Time and Materials: Poems, 1997-2005                     |                                                   |
| 2008      | Mark Doty                    | Fire to Fire: New and Collected Poems                    |                                                   |
| 2009      | Keith Waldrop                | Transcendental Studies: A Trilogy                        |                                                   |
| 2010      | Terrance Hayes               | Lighthead                                                |                                                   |
| 2011      | Nikky Finney                 | Head Off & Split                                         |                                                   |
| 2012      | David Ferry                  | Bewilderment: New Poems and Translations                 |                                                   |
| 2013      | Mary Szybist                 | Incarnadine                                              |                                                   |
| 2014      | Louise Glück                 | Faithful and Virtuous Night                              |                                                   |
| 2015      | Robin Coste Lewis            | Voyage of the Sable Venus                                |                                                   |
| 2016      | Daniel Borzutzky             | The Performance of Becoming Human                        |                                                   |
| 2017      | Frank Bidart                 | Half-light: Collected Poems 1965-2016                    |                                                   |
| 2018      | Justin Phillip Reed          | Indecency                                                |                                                   |

### Ungdomslitteratur
| År   | Författare                               | Originaltitel                                                                           | Svensk titel                                               |
| ---- | ---------------------------------------- | --------------------------------------------------------------------------------------- | ---------------------------------------------------------- |
| 1996 | Victor Martinez                          | Parrott In the Oven: MiVida                                                             |                                                            |
| 1997 | Han Nolan                                | Dancing on the Edge                                                                     |                                                            |
| 1998 | Louis Sachar                             | Holes                                                                                   |                                                            |
| 1999 | Kimberly Willis Holt                     | When Zachary Beaver Came to Town                                                        |                                                            |
| 2000 | Gloria Whelan                            | Homeless Bird                                                                           |                                                            |
| 2001 | Virginia Euwer Wolff                     | True Believer                                                                           |                                                            |
| 2002 | Nancy Farmer                             | The House of the Scorpion                                                               |                                                            |
| 2003 | Polly Horvath                            | The Canning Season                                                                      |                                                            |
| 2004 | Pete Hautman                             | Godless                                                                                 |                                                            |
| 2005 | Jeanne Birdsall                          | The Penderwicks: A Summer Tale of Four Sisters, Two Rabbits, and a Very Interesting Boy |                                                            |
| 2006 | M.T. Anderson                            | The Astonishing Life of Octavian Nothing, Traitor to the Nation, Vol. I                 |                                                            |
| 2007 | Sherman Alexie                           | The Absolutely True Diary of a Part-Time Indian                                         | Den absolut sanna historien om mitt liv som halvtidsindian |
| 2008 | Judy Blundell                            | What I Saw and How I Lied                                                               |                                                            |
| 2009 | Phillip Hoose                            | Claudette Colvin: Twice Toward Justice                                                  |                                                            |
| 2010 | Kathryn Erskine                          | Mockingbird                                                                             |                                                            |
| 2011 | Thanhha Lai                              | Inside Out and Back Again                                                               |                                                            |
| 2012 | William Alexander                        | Goblin Secrets                                                                          |                                                            |
| 2013 | Cynthia Kadohata                         | The Thing About Luck                                                                    |                                                            |
| 2014 | Jacqueline Woodson                       | Brown Girl Dreaming                                                                     |                                                            |
| 2015 | Neal Shusterman                          | Challenger Deep                                                                         |                                                            |
| 2016 | John Lewis, Nate Powell och Andrew Aydin | March: Book Three                                                                       |                                                            |
| 2017 | Robin Benway                             | Far from the Tree                                                                       |                                                            |
| 2018 | Elizabeth Acevedo                        | The Poet X                                                                              |                                                            |